# Castell d'Avinyó (Avinyonet del Penedès)
El Castell d'Avinyó era una fortificació del municipi d'Avinyonet del Penedès (Alt Penedès) declarada bé cultural d'interès nacional. El castell era subsidiari del castell d'Olèrdola.

## Descripció
Es creu que era a l'indret del mas Can Porràfols on hi havia basaments i restes d'antics murs. El castell d'Avinyó ja existia al segle x. Estava encomanat a Màger, fill de Sendred, en nom del comte. Segurament la fortalesa fou enderrocada al segle xii en la ràtzia dels almoràvits del 1108. Per aquesta raó, Ramon Berenguer IV el 1156 donà a Berenguer d'Avinyó el puig anomenat Avinyó perquè hi edifiques cases i un castell. A finals de segle el terme passa al monestir de Poblet, per deixa testamentaria, i l'any 1227 l'abat va vendre el castell al bisbe de Barcelona, el qual el cedí a la Pia Almoina de Barcelona. Al segle xvii el terme era de patrimoni reial i ho continuà essent fins al segle xix.
No en queda cap rastre físic, ni tan sols del turó on s'emplaçava, que va ser esplanat com a terreny agrícola en època recent. Sembla que hi havia un túnel que connectava la masia de can Porràfols amb l'església de Sant Pere d'Avinyó.